# شارع الخليج
شارع الخليج (بالإنجليزية: Bay Street)‏ هو طريق رئيسي في وسط مدينة تورونتو، أونتاريو، كندا.